# باتريشيا ميولو
باتريشيا ميولو مواليد 31 يوليو 1981، هي لاعبة كرة يد كونغولية تلعب كجناح أيسر. مثلت منتخب جمهورية الكونغو الديمقراطية لكرة اليد للسيدات.

## سجل المنافسة
شاركت في البطولات التالية:
- بطولة العالم لكرة اليد للسيدات 2015